# Carl Forssell
Carl Abraham Forssell, född 4 oktober 1881 i Hedvig Eleonora församling, Stockholms stad, död 23 mars 1973 i Engelbrekts församling, Stockholms län, var en svensk väg- och vattenbyggnadsingenjör, professor och riksdagsman.

## Karriär
Forssell avlade mogenhetsexamen 1900 och avgångsexamen från Kungliga Tekniska högskolans avdelning för väg- och vattenbyggnad 1904, blev 1905 lärare i byggnadsstatik vid Tekniska högskolan, innehade 1906–1908 anställning vid AB Vattenbyggnadsbyrån och var 1906–1907 därjämte assistent vid Tekniska högskolan i vattenbyggnadskonst. Efter tjänstgöring 1907–1908 som praktiserande ingenjör vid Gullspångs vattenkraftsanläggning och 1908 i Väg- och vattenbyggnadsstyrelsen bildade han 1909, tillsammans med J.G. Richert och Sven Lübeck, AB Betongkonstruktionsbyrån, vars tekniske ledare han blev. Åren 1913–1947 var han professor i byggnadsstatik vid Tekniska högskolan, där han ivrade för reformer i undervisningen.
Forssell blev 1910 löjtnant och 1918 kapten i Väg- och vattenbyggnadskåren. Åren 1921–1923 tillhörde han Stockholms stadsfullmäktige, blev ledamot av Ingenjörsvetenskapsakademien 1919 och ordförande i Svenska betongföreningen 1921. Åren 1930–1937 var han högerrepresentant i riksdagens första kammare.
År 1916, under första världskriget, tillsattes Lager- och kylhuskommittén med Carl Forsell som ordförande. Kommittén ledde arbetet med nio beredskapslager som uppfördes på olika platser i Sverige. Inför uppförandet studerades betong som möjligt materialval men det valdes av tidsskäl bort och betong var relativt obeprövat. Forssell ansvarade för den tekniska konstruktionen. Han hade även utvecklat den byggnadsteknik som kom att användas där alla delar bärande delar bestod av timmer.

## Publikationer
Forssell författade ett stort antal skrifter och tidskriftsuppsatser, varibland kan nämnas Böjningslinjer vid gallerverk (1904), Bidrag till kännedom om nitförband (1911), Materialekonomi (1911), Beräkning af pålar (1918), Teknik och kultur (1919), Des déformations dans des poutres à treillis (1923), Bostadsfrågans tekniska möjligheter (1925), 
Provning av betong vid betongvägar medelst provbalkar (1934), Schubfestigkeit und Schubbewehrung der Betonbalken (1954) och The design of reinforced concrete (1957).

## Familj
Carl Forssell tillhörde den Forssellska släkten från Järvsö. Han var son till industrimannen Abraham Forssell samt bror till Gösta, Jakob, Gerhard, Nils och Arne Forssell. Han gifte sig 1909 med Märta Torell, dotter till professor Otto Torell. I äktenskapet föddes arkitekten Otto Forssell och läkaren Carl Forssell.